# 日本インダストリアルデザイン協会

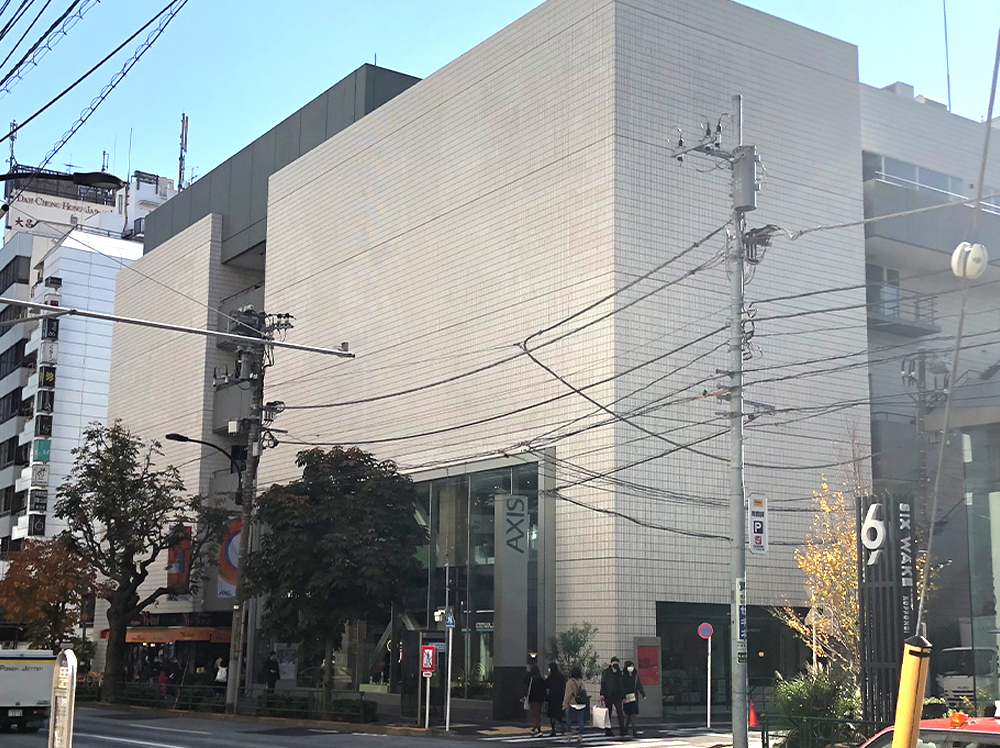
AXISビル

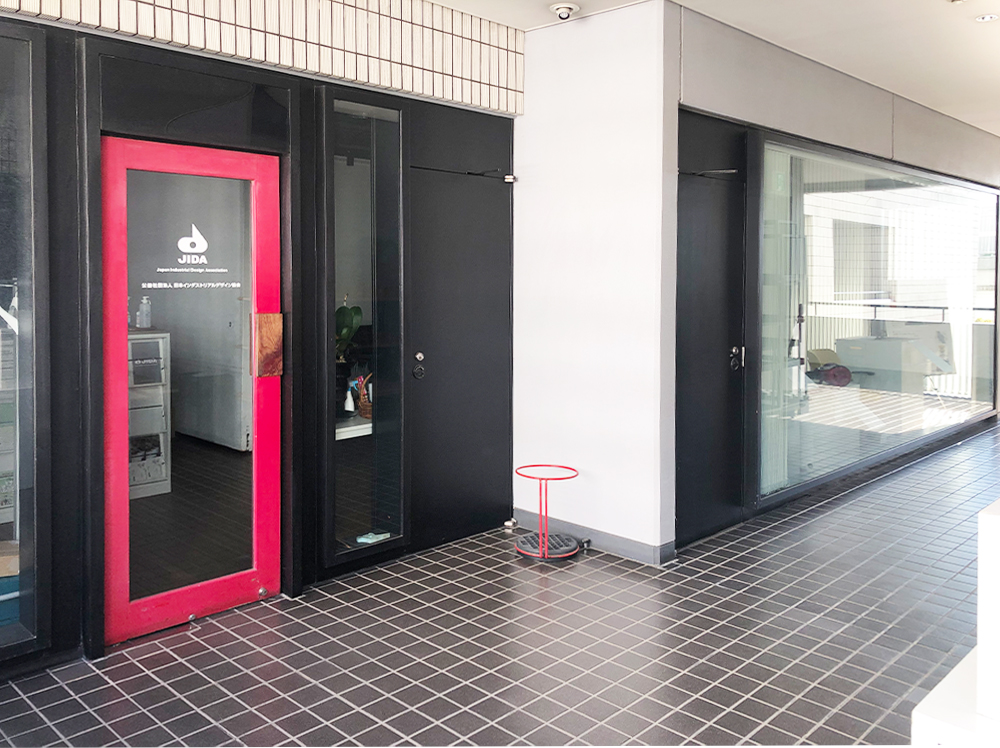
JIDA事務局

公益社団法人 日本インダストリアルデザイン協会（英: Japan Industrial Design Association, 略称：JIDA）は日本のインダストリアルデザインの職能団体であり、全国的なデザイン団体としては日本で最初に設立されたものである。事務局は東京都港区に所在する。日本デザイン団体協議会（DOO, 旧D-8）の加盟組織であり、国際団体World Design Organization（WDO）の正会員組織でもある。

## 概要
インダストリアルデザインの普及啓発を図り、その価値及び生活文化の向上と、産業の持続的な発展に寄与することを目的とする。
交流事業、調査・研究事業、ミュージアム事業などを担う複数の委員会を運営しており、年間を通してセミナー、セレクション、展覧会などを行なっている。また、日本全国を５つのブロック（東日本ブロック、中部ブロックなど）に分け、それぞれの地域でも活動が行われている。
個人正会員は「本協会の主旨に賛同し、インダストリアルデザイン及び関連する専門業務に、3年以上携わった経験を有する個人」であり、入会に際しては会員１名の推薦等が必要である。また、学生会員の制度がある。
国内で流通している製品の中からインダストリアルデザインとして優れているものを毎年表彰している。表彰された企業関係者、デザイナーを招待し、シンポジウムを兼ねた授与式と懇親会を開催している。
シンボルマークは「d」をモチーフとしたものであり、グラフィックデザイナー・亀倉雄策が1953年にデザインしたものである。現在も使用されている。一方、「JIDA」のロゴタイプは歴史的に変化してきたが、2021年、佐藤卓によってシンボルマークとロゴタイプの一貫したリニューアルが行われた。

## 沿革
出典：
- 1952年  - 日本インダストリアルデザイナー協会 創立。当初の正会員は以下の25名（50音順）。明石一男、淡島雅吉、大泉博一郎、金子徳次郎、金子至、黒瀬英雄、剣持勇、小杉二郎、佐々木達三、島田重義、白石浩二、新庄晃、鈴木富久治、鈴木道次、鈴木太郎、知久篤、寺島祥五郎、中井太一郎、中曽根一夫、服部茂夫、柳宗理、山口勇次郎、芳武茂介、渡辺力[9]
- 1957年  - 「国際工業デザイン団体協議会」（International Council of Societies of Industrial Design, 略称：ICSID）に加盟[10]。（ICSIDは2017年に上記WDOに改組した）
- 1958年 - 機関誌『JIDA NEWS』創刊（機関誌名は後年『Industrial Design』に変更された）[11]
- 1965年 - 第1回日本インダストリアルデザイン会議（JIDC）開催
- 1966年 - 日本デザイン団体協議会が発足。当初はJIDAを含めた３団体だったが、後年、各協会が加わった。一時期、加盟組織（略称）がJIDA、JAGDA、JCDA、JID、JPDA、JJDA、DSA、SDAになったため、「D-8」とも呼ばれていた。
- 1969年 - 社団法人となる。
- 1973年 - 上記ICSIDの大会「ICSID’73 KYOTO」を東京、京都で開催
- 1983年 - 『精緻の構造 : 日本のインダストリアルデザイン』（六耀社）刊行[12]
- 1989年 - 上記ICSIDの大会「ICSID’89 NAGOYA」を名古屋で開催
- 1995年 - 事務局を六本木AXISビルに移転（現在に至る）
- 1997年 - 長野県長野市信州新町にJIDAデザインミュージアムを開館[13]。（2022年３月閉館）
- 1998年 - JIDAデザインミュージアムが国井喜太郎産業工芸賞（一般財団法人工芸財団）受賞[14]
- 1999年 - JIDAミュージアムセレクション Vol.1 展を初開催（１月９日〜17日、AXISギャラリー、図録刊行）。以降、セレクションは毎年実施されている（2021年時点でVol.23）。
- 2001年 - JIDA、CIDA（台湾インダストリアルデザイナー協会）、KAID（韓国インダストリアルデザイナー協会）の３団体によるAsia Designers Assembly[15]（略称：ADA）設立
- 2002年 - 創立50周年記念事業
- 2003年 - JIDA デザインミュージアム in AXIS 開設
- 2007年 - JIDAデザインミュージアム開設10周年記念事業企画展
- 2009年 - 『プロダクトデザイン：商品開発に関わるすべての人へ』（ワークスコーポレーション）刊行[16]
- 2010年 - プロダクトデザイン検定２級開始（資格付与事業開始）
- 2012年 - 公益社団法人となる[17]。創立60周年記念事業（シンポジウム、展覧会などを開催）。プロダクトデザイン検定１級開始
- 2014年 - 『PRODUCT DESIGNの基礎 : スマートな生活を実現する71の知識』（ワークスコーポレーション）刊行[18]
- 2016年 - M＋（香港）からの委託事業にて所蔵品収集を支援
- 2017年 - JIDAデザインミュージアム開設20周年記念事業企画展
- 2021年 - 「日本インダストリアルデザイン協会」に名称を変更[19]
- 2021年 - 『プロダクトデザイン = PRODUCT DESIGN : 商品開発のための必須知識105 改訂版』（ビー・エヌ・エヌ）刊行[20]
- 2022年 - JIDA創立70周年記念事業企画展
- 2023年 - 日本デザイン団体協議会がJapan Design Summit 2023を開催。その中で略称を上記「D-8」から「DOO（Design Organization as One）」に変更することを決定した。
- 2023年 - WDO東京大会を開催。上記ICSID’89 NAGOYAから34年ぶりの日本誘致となる。
- 2024年 - 「JIDAデザイン検定」開始。（プロダクトデザイン検定［ＰＤ検定］終了）

## 理事長
|    | 氏名       | 任期       |    | 氏名       | 任期       |    | 氏名       | 任期       |
| -- | ---------- | ---------- | -- | ---------- | ---------- | -- | ---------- | ---------- |
| 1  | 佐々木達三 | 1952〜1953 | 11 | 皆川正     | 1976〜1978 | 21 | 太刀川英輔 | 2021〜2024 |
| 2  | 豊口克平   | 1954〜1955 | 12 | 真野善一   | 1979〜1980 | 22 | 村田智明   | 2025〜現在 |
| 3  | 佐々木達三 | 1956       | 13 | 寿美田与市 | 1981〜1984 |    |            |            |
| 4  | 小池岩太郎 | 1957       | 14 | 豊口協     | 1985〜1990 |    |            |            |
| 5  | 小杉二郎   | 1958〜1959 | 15 | 鴨志田厚子 | 1991〜1992 |    |            |            |
| 6  | 豊口克平   | 1960〜1964 | 16 | 木村一男   | 1993〜1998 |    |            |            |
| 7  | 小池岩太郎 | 1965〜1966 | 17 | 大倉冨美雄 | 1999〜2004 |    |            |            |
| 8  | 佐々木達三 | 1967〜1968 | 18 | 山内勉     | 2005〜2006 |    |            |            |
| 9  | 皆川正     | 1969       | 19 | 浅香嵩     | 2007〜2012 |    |            |            |
| 10 | 栄久庵憲司 | 1970〜1975 | 20 | 田中一雄   | 2013〜2020 |    |            |            |